# Лассали, Уолтер
Уолтер Лассали (англ. Walter Lassally; 18 декабря 1926, Берлин — 23 октября 2017, Греция) — английский кинооператор, лауреат премии «Оскар» за лучшую операторскую работу в фильме «Грек Зорба» (1964).

## Биография
Будучи еврейского происхождения, его семья была вынуждена бежать из Германии в Великобританию в 1939 году. Деятельный участник движения Свободное кино: снял несколько документальных фильмов с Линдсеем Андерсоном, работал с Карелом Рейшем.
Всего снял более 90 документальных и игровых лент.
Проживал на острове Крит (Греция).
Умер 23 октября 2017 года в возрасте 90 лет.

## Избранная фильмография
- Девушка в чёрном (1956, Михалис Какояннис)
- Последняя ложь (1957, Михалис Какояннис)
- Настанет день (1959, Аджай Кардар)
- Эроика (1960, Михалис Какояннис)
- Вкус мёда (1961, Тони Ричардсон)
- Электра (1962, Михалис Какояннис)
- Одиночество бегуна на длинные дистанции (1962, Тони Ричардсон)
- Том Джонс (1963, Тони Ричардсон)
- Грек Зорба (1964, Михалис Какояннис)
- День, когда всплыла рыба (1967, Михалис Какояннис)
- Автобиография принцессы (1975, Джеймс Айвори)
- Дикая вечеринка (1975, Джеймс Айвори)
- Пыль и жара (1983, Джеймс Айвори, номинация на BAFTA)
- Бостонцы (1984, Джеймс Айвори, номинация на премию Британского общества кинематографистов)
- Баллада о невесёлом кабачке (1991, Саймон Коллоу)

## Автобиография
- Itinerant cameraman (1987)

## Признание
«Оскар» за фильм Грек Зорба (1964), премия Американского союза кинооператоров (2008).